# Lowville (pueblo)
Lowville es un pueblo en el condado de Lewis, Nueva York, Estados Unidos. La población en el censo de 2000 de los Estados Unidos era de 4,548 personas. El pueblo se encuentra cerca del centro del condado y está al sureste de la ciudad de Watertown. Lowville tiene una villa también llamada Lowville, en la cual es la sede del condado. El pueblo recibe su nombre gracias a Nicholas Low, un propietario que vivió en la zona.